# Ула (град)
У́ла (на беларуски: У́лла) e аграрен град (от 2009 година) в Бешенковичски район на Витебска област в Беларус. Той е административен център на Улския селски съвет (община).
Населението към 2019 г. са 884 души.

## География
Градът е разположен на левия бряг на река Западна Двина при вливането на притока Ула, на 27 km северозападно от районния център – град Бешенковичи.
Свързан е с транспортни връзки с Бешенковичи, Полоцк, Ушачи, Витебск.

## История
Градът е известен е от XIV век като селище в Полоцкото княжество. Името произлиза от хидронима Ула (река). От XVI век е селище в Полоцкото войводство на Великото литовско княжество. Градът по него време принадлежи като собственост на благородници: на С. Сакович (1440 г.), съпругата му, Я. Голшански (1546 г.), М. Ю. Радзивил (1551 г.), Кишка.
По заповед на Иван Грозный по време на Ливонската война от 1558 - 1583 г. в Ула е построена крепост, чийто гарнизон в началото на 1568 г. принуждава литовската армия на Яна Ходкевич да отстъпи. Но през септември 1568 г. литовските войски на Роман Сангушки завземат замъка и го изгарят. По-късно замъкът-крепостта е възстановен от полския крал Степан Баторий.
По време на Ливонската война от 1558–1583 г. в Ула е построена крепост по заповед на великия княз Иван Грозни, чийто гарнизон принуждава литовската армия на граф Ян Ходкевич да отстъпи в началото на 1568 г. Но през септември 1568 г. литовската армия на Роман Сангушка превзема и опожарява замъка-крепост. По-късно замъкът-крепост е възстановен от полския крал Стефан Батори.
През 1577 година градът получава магдебургските градски права.
По време на Руско-полската война от 1654-1667 г. замъкът е разрушен. Останките му са запазени при устието на река Ула в река Двина.
През XVIII век Ула е владение на Реутов. В резултат на първата подялба на Полско-литовската държава през 1772 г. дясната част на Ула отива в Руската империя, а лявата остава в Кралство Полша.
През 1793 г. градът изцяло влиза в състава на Руската империя и се превръща в търговски град, център на волост в Лепелския уезд. В града има две кожарски фабрики, една пивоварна, воденица, училище, пристан.
Съгласно преброяването на населението от 1847 г. в Ула живеят 727 евреи. През 1897 г. в Ула живеят общо 2485 души, от които 1539 са евреи. В града има повече от 200 къщи, от които 30 са каменни къщи.
В 1924—1931 годах — районный центр, позднее вошёл в состав Бешенковичского района.
В периода 1924–1931 г. градът е районен център, а по-късно става част от Бешенковичкия район.
През септември 1938 г. градът става посьолок от градски тип.
През 1939 г. в Ула живеят 2534 души: 1518 беларуси, 516 евреи, 443 руснаци, 40 украинци, 11 поляци и 6 представители на други националности.
В периода 1941–1944 г. градът е под окупация на Нацистка Германия. Заслужава да се отбележи, че голяма част от жителите на Ула и селският съвет се сражават срещу нацистките окупатори в Полоцко-Лепелската партизанска зона.
От септември 1946 г. до декември 1956 г. Ула е районен център.
От 1956 г. Ула е част от Бешенковичкия район на Витебска област.

## Образование
Действует Улльский государственный колледж (ранее-профессиональный лицей) имени Льва Доватора, в котором обучают специалистов по 7 специальностям (преимущественно сельскохозяйственным и строительным).
В града се намира Улският държавен колеж (бивш професионален лицей), носещ името на съветския генерал-майор Лев Доватор, в който се обучават специалисти в 7 специалности (основно в областта на селското стопанство и строителството).

## Забележителности
- Католическа църква „Най-светата Троица“ (1853–1864 г.)
- Православна църква „Троица“ (1896 г.)

#### Паметници
- Паметник на съграждани, намиращ се на братската могила (масов гроб) на съветските войници и партизани от Втората световна война
- Паметник на съграждани, намиращ се на масов гроб с жертвите на фашизма
- Паметник на съветския генерал-майор Лев Доватор[5]

#### Загубено наследство
- Замък от XVI век. Строежът на Улския замък започва през 1563 г. по време на Ливонската война по заповед на полския крал Зигмунт II Август. Строителството е ръководено от венециански инженер, обаче е прекъснато от внезапно нападение на руски войски. След завладяването на града от русия, на свой ред московския велик княз Иван Грозни през 1567 г. нарежда да се построи на това място нова осемкорабна дървена крепост.  На 20 септември 1568 г. литовският хетман Р. Сангушко внезапно щурмува и завладява крепостта. В началото на Руско-полската война  (1654–1667 г.), през лятото на 1654 г., укрепленията са окупирани от руски войски, разрушени и никога повече не са възстановени.
- Православна църква „Покров на Пресвета Богородица“ (1857 г.)
- Синагога от XIX век

## Известни лица
- Ула е родният град на живописецът Иван Хруцки (1810–1885 г.), една от улиците носи неговото име.

## Галерея
- Православна църква „Троица“
- Католическа църква „Най-светата Троица“ през 1913 г.
- Католическа църква „Най-светата Троица“
- Католическа църква „Най-светата Троица“
- Ула в началото на XX век
- Ула в началото на XX век
- Ула по време на Втората световна война
- Беларуската част в Яд ва-Шем (Израел) с имената на еврейските общности в следвоенен Беларус, които са били частично или напълно унищожени по време на Холокоста.
- Братската могила в Ула